# Babie Doły (Pinczyn)
Babie Doły (kaszb. Babé Dołë) – przysiółek wsi Pinczyn w Polsce położona w województwie pomorskim, w powiecie starogardzkim, w gminie Zblewo.
W latach 1975–1998 miejscowość administracyjnie należała do województwa gdańskiego.
Inne miejscowości o nazwie Babie Doły: Babie Doły, Babidół, Babi Dół